# Фэрмонт (тауншип, Миннесота)
Фэрмонт (англ. Fairmont) — тауншип в округе Мартин, Миннесота, США. На 2000 год его население составило 298 человек.

## География
По данным Бюро переписи населения США площадь тауншипа составляет 56,7 км², из которых 53,4 км² занимает суша, а 3,3 км² — вода (5,85 %).

## Демография
По данным переписи населения 2000 года здесь находились 298 человек, 107 домохозяйств и 86 семей.  Плотность населения —  5,6 чел./км².  На территории тауншипа расположено 116 построек со средней плотностью 2,2 построек на один квадратный километр. Расовый состав населения: 98,99 % белых, 0,34 % — других рас США и 0,67 % приходится на две или более других рас. Испанцы или латиноамериканцы любой расы составляли 1,68 % от популяции тауншипа.
Из 107 домохозяйств в 42,1 % воспитывались дети до 18 лет, в 75,7 % проживали супружеские пары и в 19,6 % домохозяйств проживали несемейные люди. 18,7 % домохозяйств состояли из одного человека, при том 7,5 % из — одиноких пожилых людей старше 65 лет. Средний размер домохозяйства — 2,79, а семьи — 3,15 человека.
28,2 % населения — младше 18 лет, 7,0 % — в возрасте от 18 до 24 лет, 23,2 % — от 25 до 44, 31,2 % — от 45 до 64, и 10,4 % — старше 65 лет. Средний возраст — 41 год. На каждые 100 женщин приходилось 111,3 мужчин.  На каждые 100 женщин старше 18 приходилось 116,2 мужчин.
Средний годовой доход домохозяйства составлял 51 250 долларов, а средний годовой доход семьи —  56 042 доллара. Средний доход мужчин —  33 750  долларов, в то время как у женщин — 22 250. Доход на душу населения составил 19 656 долларов. За чертой бедности находились 3,5 % семей и 5,2 % всего населения тауншипа, из которых 7,6 % младше 18 лет.